# 193P/LINEAR-NEAT
La comète LINEAR-NEAT 2, officiellement 193P/LINEAR-NEAT, est une comète périodique du système solaire, découverte le 17 août 2001 par les programmes NEAT et LINEAR.